# لو کوربوزیه
لو کوربوزیه (به فرانسوی: Le Corbusier) با نام اصلی شارل-ادوار ژانِره-گری (به فرانسوی: Charles-Édouard Jeanneret-Gris) (زادهٔ ۶ اکتبر ۱۸۸۷ - درگذشتهٔ ۲۷ اوت ۱۹۶۵) معمار، طراح، شهرساز، نویسنده و نقاش سوئیسی بود. وی به عنوان یکی از اولین پیشگامان معماری مدرن و سبک بین‌المللی مشهور است.
در ۱۷ ژوئیه ۲۰۱۶، هفده پروژه لو کوربوزیه در هفت کشور در فهرست سایت‌های میراث جهانی یونسکو به عنوان آثار معماری لو کوربوزیه، به عنوان میراث جهانی یونسکو. ثبت شدند.

## زندگی
لو کوربوزیه در لا-شو-د-فون (به فرانسوی: La Chaux de Fonds)، شهر کوچکی در شمال غربی سوئیس، در نزدیکی مرز فرانسه متولد شد. وِی علاقهٔ زیادی به هنرهای بصری داشت و نزد شخصی به نام چارلز لپلاتنیه، که معلم یک مدرسهٔ هنرهای زیبای محلی بود و خود در بوداپست و پاریس درس خوانده بود، به آموختن مبانی هنر پرداخت.
اولین خانه‌هایی که او طراحی کرد در لشودفوند و متعلق به خود وی بودند، مانند ویلا فالت (Villa Fallet) ویلا شوآب (Villa Schwob) و ویلا ژان نرت (این خانهٔ آخر را برای پدر و مادرش ساخته بود). این خانه‌ها یادآور سبک معماری رایج، منطبق بر طبیعت کوه‌های بومی در آن منطقه، یعنی رشته کوه‌های آلپ بودند. لو کوربوزیه دائماً برای فرار از محدودیت‌های حاکم در شهرش، به دورتا دور اروپا سفر می‌کرد. در حدود سال ۱۹۰۷ به پاریس رفت. در آنجا در دفتر یک فرانسوی پیشگام تولید بتن تقویت شده، به نام آگوست پِره کار پیدا کرد.
وی در اواخر سال ۱۹۱۱ به بالکان، آسیای صغیر، یونان و رم سفر کرد و نقاشی‌های بسیاری از این سفر با خود به همراه آورد.
دفترچه‌ای از پیش‌طرحهای او در این مسافرت، حاوی طرح‌هایی از معبد پارتنون، به خوبی اثبات‌کنندهٔ تأثیرات ارائه شده در کار بعدی او به نام «به سوی یک معماری» (وِر اون آرشیتِکتور Vers Une Architecture) در سال ۱۹۲۳ بود. او در سال ۱۹۱۶ و در سن ۲۹ سالگی برای همیشه به پاریس نقل مکان کرد و در سال ۱۹۲۰، لقب لو کوربوزیه را که اسم پدربزرگ مادری اش بود به عنوان اسم مستعار خود انتخاب کرد.
لو کوربوزیه در طی فعالیت حرفه‌ای خود، استفاده از یکی از شاخص‌ترین مصالح ساختمانی مدرن یعنی بتن را به نهایت زیبایی رساند و کارهای وی مورد تقلید جهانی قرار گرفت.

## پنج اصل لو کوربوزیه

ویلا ساوا از آثار مشهور لو کوربوزیه

در زمینه معماری لو کوربوزیه خانه را به عنوان ماشینی برای زندگی عنوان کرد، همانگونه که اتومبیل ماشینی برای حرکت است. وی پنج نکته را در ساختمان‌های مدرن معرفی کرد که عبارتند از:
1. ستون‌ها ساختمان‌ها را از روی زمین بلند می‌کنند.
2. بام مسطح و باغ روی بام
3. پلان آزاد
4. پنجره‌های طویل و سرتاسری
5. نمای آزاد، کف‌ها و دیوارها به صورت کنسول

## معماری لو کوربوزیه
لو کوربوزیه در طرح‌های خود بسیار تحت تأثیر فضای کلی شهری و سیستم شهرنشینی منطقه به منطقه بود که به کارش جذابیت بالایی می‌بخشید. و او همچنین عضو انجمن بین‌المللی معماران مدرن شد. او یکی از اولین کسانی بود که در زمان خود تأثیر ماشین را، انباشتگی انسان‌ها بیان کرد! او این مطلب را چنین توضیح می‌داد که در آینده، شهرها حاوی آپارتمان‌ها و ساختمان‌های بزرگی خواهند شد که هر کدام به‌طور مجزا، گویی در کنار بقیه پارک شده‌اند. تئوری‌ها و طرح‌های لو کوربوزیه خصوصاً توسط صنف ساختمان سازان کاملاً مورد قبول قرار می‌گرفت، چنان‌که لو کوربوزیه می‌گفت: به‌طور قانونی تمام ساختمان‌ها باید سفید باشند؛ و دیگر معماران از این گفته پیروی می‌کردند و از هر گونه تزئینی به شدت انتقاد می‌کردند. لو کوربوزیه از ترکیب‌های بزرگ منظم در شهرها همواره با عبارت‌های خسته‌کننده و ناهماهنگ با افراد پیاده در شهر، یاد می‌کرد. پلان شهری برزیل نیز بر همین ایده‌های او بنا شده بود. آخرین آثار لو کوربوزیه بیان‌کنندهٔ یک برداشت پیچیده از فشارهای مدرنیته در زمان خود بودند ولی در عین حال طراحی‌های معماری شهری او دارای حالت استهزا و انتقادی هستند.

## تناسبات طراحی
لو کوربوزیه از یک شبکه مدولار با تناسبات طلایی برای طراحی پلان و نما استفاده می‌کرد و تناسبات و اندازه‌های بدن انسان را طبق مدل خودش در طراحی بکار می‌برد.
کالین رو در مقاله‌ای با عنوان ریاضیات ویلای ایدئال در سال ۱۹۴۷ شباهت‌های بین قسمت‌های فضایی یک ویلای پالادیو را با سازه شبکه‌ای یکی از ویلاهای لو کوربوزیه نشان داده‌است. گرچه هردو ویلا سیستم تناسب دهنده مشابهی دارند و از یک نظم ریاضی عالی پیروی می‌کنند، اما ویلای پالادیو شامل فضاهایی با اشکال ثابت و روابط متقابل هماهنگ است درحالی‌که ویلای لو کوربوزیه، از طبقات افقی شامل فضاهای آزاد که توسط کف و سقف تاوه‌ای تعریف می‌شوند، ساخته شده‌است.

## شهرسازی
لو کوربوزیه شهرهای آینده را شهرهایی تجسم نمود که از آسمانخراشهای عظیم و مرتفع تشکیل شده‌است. در هر یک از این آسمان‌خراش‌های چند عملکردی، حدود صد هزار نفر کار و زندگی خواهند کرد. در این ساختمانها، آپارتمان‌های مسکونی، ادارات، فروشگاه‌ها، مدارس، مراکز تجمع و کلیه احتیاجات یک محله بسیار بزرگ فراهم است. ساکنان این مجتمع‌ها، از دود و سر و صدای ترافیک اتومبیل‌ها به دور هستند و به جای آن از آفتاب و دید و منظر زیبا استفاده می‌کنند.
بر اساس این نظریه، دو شهر مهم در دهه پنجاه میلادی، طراحی و اجرا شد. یکی شهر چندیگر هند بود که توسط خود لو کوربوزیه طراحی شد. برای طرح این شهر لو کوربوزیه از جدیدترین ضوابط شهرسازی و معماری مدرن که عمدتاً خود او مسئول تبیین آن‌ها بود، استفاده کرد.

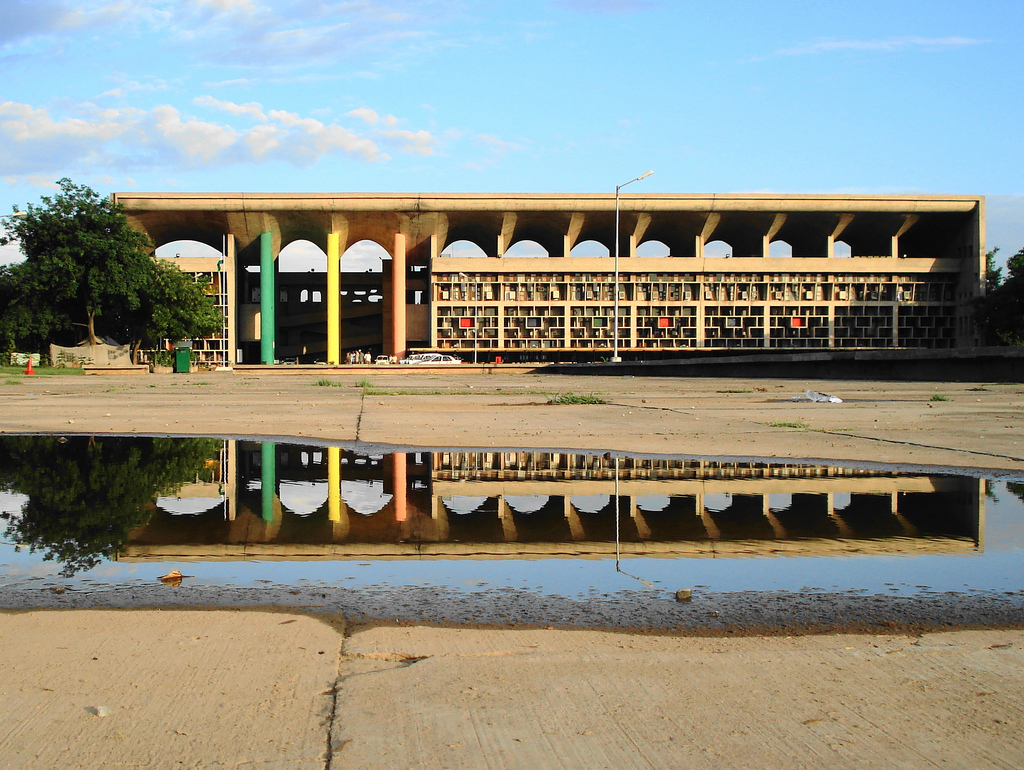
دادگاه عالی چندیگر

دومین شهری که توسط عقاید لو کوربوزیه طراحی شد، شهر برازیلیا، پایتخت برزیل بود که توسط لوچیو کوستا و اسکار نیمایر در سال ۱۹۵۷ طراحی شد. نمایر خود با لو کوربوزیه، در طراحی ساختمان وزارت آموزش و پرورش برزیل در سال ۱۹۳۶ همکاری کرده بود.
همچنین ساختمان طراحی شده توسط نورمن فاستر، معمار سبک های تک، بنام برج هزاره توکیو ۱۹۸۹ در ساحل شهر توکیو را می‌توان نمونه کاملی از برج‌های چند منظوره نظریه لو کوربوزیه تلقی کرد.

## آثار مهم
- ویلا شواب
- ویلا استین دومونزی
- ویلای ژانره
- ویلا ساوا
- ۱۹۱۷ – ۱۹۱۵ - خانه دوم‌اینو
- ۱۹۳۱ - کاخ شوروی، روسیه
- ۱۹۳۸ - آسمانخراش کارتسین، ایالات متحده
- ۱۹۴۸ - خانه کراتکت، آرژانتین
- ۱۹۵۲ - مقر سازمان ملل متحد (عضو گروه معماران)، ایالات متحده
- ۱۹۵۴ - عبادتگاه رونشام، فرانسه
- ۱۹۵۶ - موزه احمدآباد، هندوستان
- ۱۹۵۶ - ویلا شودان، احمدآباد هند
- ۱۹۵۶ - مجموعه ورزشی صدام حسین، عراق
- ۱۹۵۷ - موزه ملی هنر غرب، ژاپن
- ۱۹۶۰ - دیر سنت ماری، فرانسه
- ۱۹۵۸ - نمایشگاه فیلیپس بلژیک
- ۱۹۶۱ - مرکز هنرهای بصری کارپنتر دانشگاه هاروارد، ایالات متحده
- ۱۹۶۹ - کلیسای سنت پیر فرمینی، فرانسه
- مرکز هنر کارپنتر
- کلیسای رونشان (عبادتگاه نوتردام دو هوی رونشان)، فرانسه
- ساختمان سکرتاریات، چاندیگار هند
- ساختمان انرز اسوسییشن، احمدآباد هند

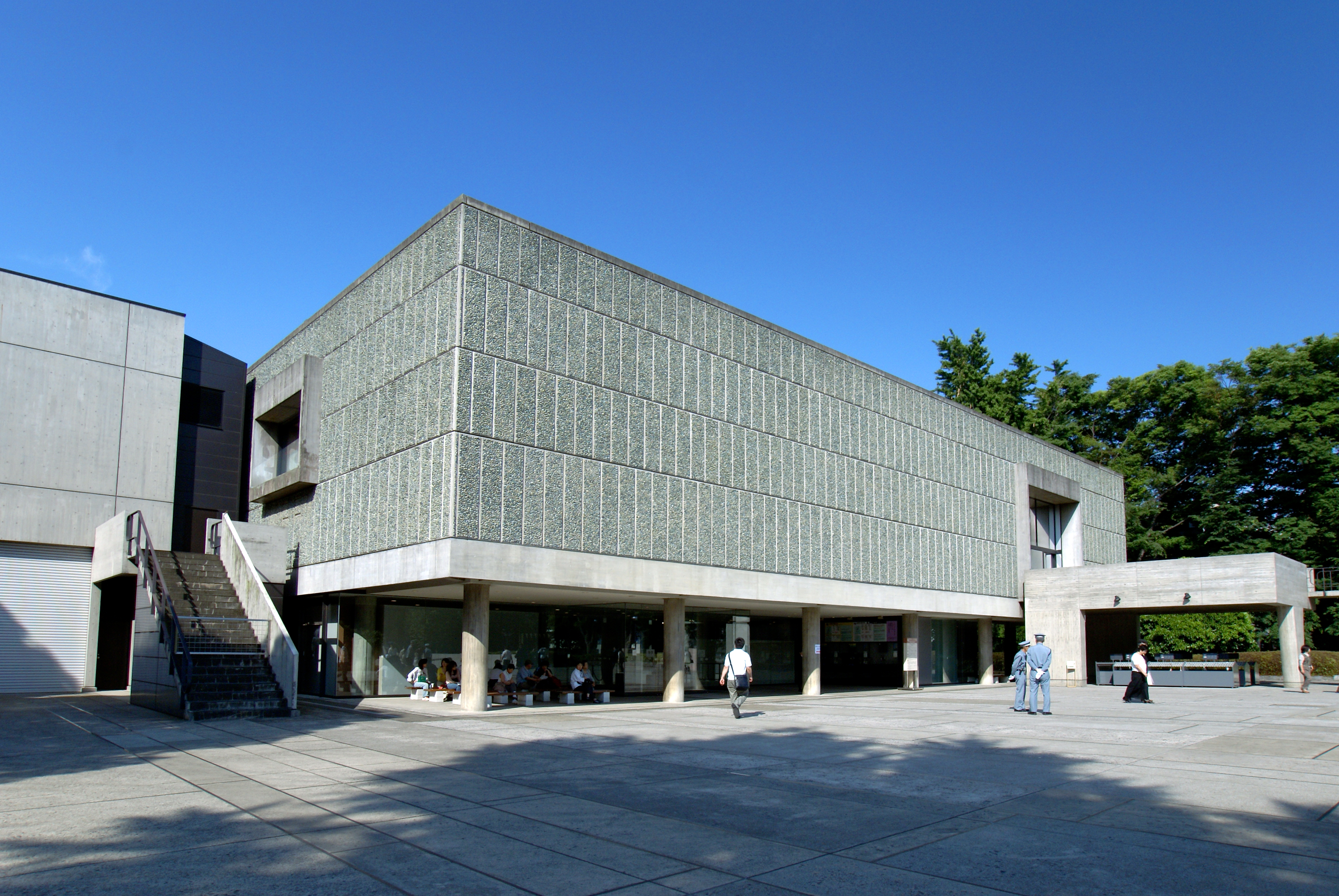
موزه ملی هنر غرب در پارک اوئنو، توکیو.

- ساختمان اونیته دبیتاسیون
- ساختمان یونیت دی هبیتیشن

## ویلا شودان
ویلا شودان در سال ۱۹۵۶ در احمدآباد، واقع در شمال هند، ساخته شد. معمار آن لوکوربوزیه به دنبال آمیزش اقلیم و فرهنگ، و از طرفی سنت و مدرنیسم، در طراحی این خانه بود. و نتیجه اتفاقی بود که ساکنان را از محیط حفاظت می‌کرد و در عین حال به خلق معماری ای که دنیای اطراف را آشکار می‌کند انجامید.
می‌توان ویلا شودان را سر آمد تفکرات و ایده‌های لوکوربوزیه در معماری مدرن دانست. همان‌طور که خود در ۵ اصل معماری مدرن بیان می‌کند. پلان و نمای آزاد و استفاده از پیلوت همانند ویلا ساوا به وضوح در ویلا شودان دیده می‌شود.
فرم ویلا شودان به خوبی به اقلیم حاره‌ای هند پاسخ می‌دهد. (احمدآباد-هند) سقف در بالای ساختمان همانند چتری عمل می‌کند و سوراخ‌ها در دل بنا این امکان را می‌دهند که نسیم خنک به خوبی از بین آن‌ها و تراس‌ها عبور کند.
حجم ویلا شودان از دو مکعب کنار هم تشکیل شده‌است که حجم اصلی بزرگتر و در بر گیرنده فضاهای خصوصی صاحب خانه می‌شود و حجم کوچکتر که یک طبقه است و در دل خود گاراژ، آشپزخانه و اتاق خدمتکاران را تشکیل می‌دهد.
این دو حجم به کمک راه پله و راهرویی که به صورت خطی شکل در حجم ظاهر می‌شوند در ارتباط هستند.
در نگاهی دیگر حجم اصلی را می‌توان مجموعه‌ای از سطوح دید که به صورت عمودی و افقی فضای کلی این مکعب را تقسیم می‌کنند و به صورت مکعب‌های کوچک پر و خالی نمایان می‌شوند.
لو کوربوزیه شخصاً این خانه را خویشاوندی نزدیک از ویلا ساوا که ۲۵ سال قبل طراحی کرده بود می‌دانست. شباهت‌هایی میان این دو طرح وجود دارد. مانند رمپِ پیاده در چهار تراز، پلان مربعی و این حقیقت که قاب ترکیب‌بندی کلی دارای فضاهای باز بیشتری نسبت به فضاهای محصور می‌باشد. ویلا شودان فرمی متهورانه و پرخاشگر دارد: دیوارهای بتنی وسیع حفره‌دارِ رو به شمال همراه با پنجره‌های عظیم رو به جنوب که هم آفتاب‌گیر و هم بادگیر می‌باشند، و یک سایبان سقفی در فرم یک صفحهٔ بتنی کنسول شدهٔ مسطح عظیم که دارای گشودگی‌های گردی در داخل خود می‌باشد.

## خانه دوم‌اینو
خانه دوم‌اینو در کشور فرانسه در تاریخ ۱۹۱۷ – ۱۹۱۵ میلادی ساخته شد که برای اولین بار از اسکلت و کنسول استفاده شد؛ و دیوارها دیگر نقشی در ایستایی و سازهٔ ساختمان نداشته‌اند. فرم کلی پروژه مستطیل شکل است و کاربرد ستون‌های بستی برای نگهداری سقف و کف بدون اتکا به دیوارهای باربر به صورت کامل نشان می‌دهد. در این اثر لو کوربوزیه، معماری به اساسی‌ترین عوامل سازندهٔ یعنی ستون، کف و پله تجزیه شده‌است طرح این خانه‌های پیش‌ساخته را در نظر مهندسین مورد توجه قرار داد.

## ترجمه آثار به فارسی
- به سوی معماری جدید، ترجمه محمدرضا جودت، انتشارات آرمانشهر، ۱۳۹۰.
- لوکوربوزیه؛ یک جهان بینی سرد، تألیف مارک پرلمن، ترجمه مهدی شادکار، انتشارات روزنه، ۱۳۹۹.